# Бродхед (Висконсин)
Бродхед (енгл. Brodhead) град је у америчкој савезној држави Висконсин.

## Демографија
По попису из 2010. године број становника је 3.293, што је 113 (3,6%) становника више него 2000. године.
| Група             | 2000.         | 2010.         |
| Белци             | 3.105 (97,6%) | 3.118 (94,7%) |
| Афроамериканци    | 9 (0,3%)      | 4 (0,1%)      |
| Азијати           | 8 (0,3%)      | 16 (0,5%)     |
| Хиспаноамериканци | 31 (1,0%)     | 125 (3,8%)    |
| Укупно            | 3.180         | 3.293         |